# کارتل‌ها (فیلم ۲۰۱۶)
کارتل‌ها (به انگلیسی: Cartels) یک فیلم اکشن آمریکایی محصول سال ۲۰۱۷ با بازی لوک گاس و استیون سیگال به کارگردانی کئونی واکسمن است. این اثر در تاریخ ۷ ژوئیه ۲۰۱۷ به صورت محدود به نمایش درآمد و در تاریخ ۱۹ سپتامبر ۲۰۱۷ به صورت فیلم ویدئویی منتشر شد.

## بازیگران
- لوک گاس ... تام جنسن
- جورج سنت پیر ... برونو سینکلر
- دارن اسکات ... اسکونی
- فلورین جونیور
- استیون سیگال ... جان هریسون